# ルカ・マトカヴァ
ルカ・マトカヴァ（グルジア語: ლუკა მატკავა、Luka Matkava、2001年5月10日 - ）は、トップ14モンペリエ・エロー・ラグビーに所属するラグビーユニオン選手。

## プロフィール
- ジョージア・トビリシ出身[1]。
- ポジションはスクラムハーフ(SH)、スタンドオフ(SO)。
- 身長 178cm、体重 85kg
- U18ジョージア代表に選ばれたことがある[2]。
- ジョージア代表キャップは21（2024年7月現在）でラグビーワールドカップ2023のジョージア代表に選ばれた[3]。

## 略歴
RCアルマジ、ブラックライオン、RCユンカース、クヴァムリ・トビリシ、RXバトゥミを経て、2024年、モンペリエに加入。 